# Gelobde heikorst
Gelobde heikorst (Baeomyces placophyllus) is een korstmossoort uit de familie Baeomycetaceae. Hij groeit terrestrisch.

## Determinatie

### Uiterlijke kenmerken
Het thallus vormt rozetten, met een schubachtig centrum en lobvormige, bladachtige randen. De lobben liggen dicht op het substraat en alleen aan de uiteinden verhoogd. De hoofdlobben zijn tot 5 mm breed, grijsachtig groen, witachtig of okerkleurig wanneer droog, enigszins bedekt met een poederachtige laag. De randen hebben bleekwitte isidiën of papillen, die uitgroeien tot schubben. De kleur van het korstmos varieert afhankelijk van de vochtigheid. Het heeft kleine apotheciën, die een diameter tot 4 mm kunnen hebben. De kleur van de apotheciën kan variëren van licht okerkleurig bruin tot bruinrood. De structuur van het korstmos bestaat uit verschillende lagen, waaronder een cortex (buitenlaag) en een algenlaag.
Het heeft de volgende kenmerkende kleurreacties: C−, K+ (geel), KC+ (oranje), P+ (oranje), UV+ (bleek geel).

### Microscopische kenmerken
De asci zijn 8-sporig, cilindrisch, dunwandig, de top afgeknot, met een slecht gedifferentieerde, niet-amyloïde tholus. De ascosporen zijn 1(–2)-cellig, hyaliene, spoelvormig en meten 8–14(–16) × (2–)3–4(–5,5) µm. Conidiën (geslachtelijke sporen) zijn niet bekend voor deze soort.

## Verspreiding
In Nederland staat gelobde heikorst op de Nederlandse Rode Lijst in de categorie 'verdwenen'.